# Гай Муций Сцевола
Гай Муций Сцѐвола (на латински: Gaius Mucius Scaevola; Scaevola – „лява ръка“) e легендарен герой от ранната история на Древен Рим.

## Легенда
Според легендата Сцевола спасил град Рим през 508 пр.н.е., когато градът е обсаден от вражеския етруски цар Ларс Порсена.
Сцевола се промъква във вражеския лагер, за да убие Порсена, но вместо това погрешка убива царския ковчежник. Заловен е и отведен пред царя, който, за да го сплаши, нарежда да запалят около него огньове. Гай Муций протяга дясната си ръка над огъня от най-близкия жертвеник и я държи в огъня, докато изгори, без да трепне от болка. Потресен от постъпката му, царят го освобождава, а Гай Муций му заявява, че той е само един от триста римски младежи, заклели се да убият Порсена. След тази вест уплашеният етруския цар вдига обсадата и сключва мир.
За храбростта и находчивостта си (вестта за 300-те готови на покушение римски младежи е лъжа) Гай Муций, получил прякора Сцѐвола (Левакът), е награден от сената със земи край р. Тибър, по-късно станали известни като Муциеви ливади.
Предполага се, че може би издръжливостта на Сцевола е подкрепена от болестна аналгезия, от която той става нечувствителен към болка.

## В киното
История за Гай Сцевола е филмирана през 1964 г. в италианския филм „Il Colosso di Roma“ (в Германия със заглавие „Титанът с железния юмрук“).